# شيفون والش
شيفون والش (14 مايو 1995 في كوت ديفوار -) هو لاعب كرة قدم جامايكي في الهجوم لعب سابقاً مع نادي الأنصار السعودي.

## روابط خارجية
- شيفون والش على موقع قاعدة بيانات كرة القدم.إي يو (الإنجليزية)
- شيفون والش على موقع Soccerway.com (الإنجليزية)